# Papaver pulvinatum
Papaver pulvinatum är en vallmoväxtart. Papaver pulvinatum ingår i släktet vallmor, och familjen vallmoväxter.

## Underarter
Arten delas in i följande underarter:
- P. p. interius
- P. p. lenaense
- P. p. pulvinatum
- P. p. tschuktschorum